# هاشم‌زاده
هاشمی نسب از نام‌های خانوادگی است و برخی افراد با این نام خانوادگی عبارتند از:
سید مهدی هاشمی نسب